# Dongbeititan dongi
Dongbeititan dongi — вид велетенських динозаврів, що існував у ранній крейді (125 млн років тому) у Східній Азії. Скам'янілі рештки виду знайдені у відкладеннях формації Їсян (Yixian Formation) поблизу міста Бейпяо провінції Ляонін на північному сході Китаю. Опис виду заснований на голотипі під номером DNHM D2867, що включає у себе частковий посткраніальний скелет, а саме елементи кінцівок, плечей, таза та хребці.

## Етимологія
Родова назва динозавра Dongbeititan складається з двох частин: Dongbei (Донгбей), так називається північно-східна частина Китаю; та titan — велетень з грецької міфології. Видова назва dongi дана на честь китайського палеонтолога Донга Чжіміня. Тобто видову назву можна буквально перевести як «Донгбейський титан Донга».